# Större mantelfly
Större mantelfly (Xylena exsoleta) är en fjärilsart som beskrevs av Carl von Linné 1758. Större mantelfly ingår i släktet Xylena och familjen nattflyn. Enligt den finländska rödlistan är arten nära hotad i Finland. Arten är reproducerande i Sverige. Artens livsmiljö är kulturmarker och andra av människan skapade miljöer. Inga underarter finns listade i Catalogue of Life.

## Bildgalleri

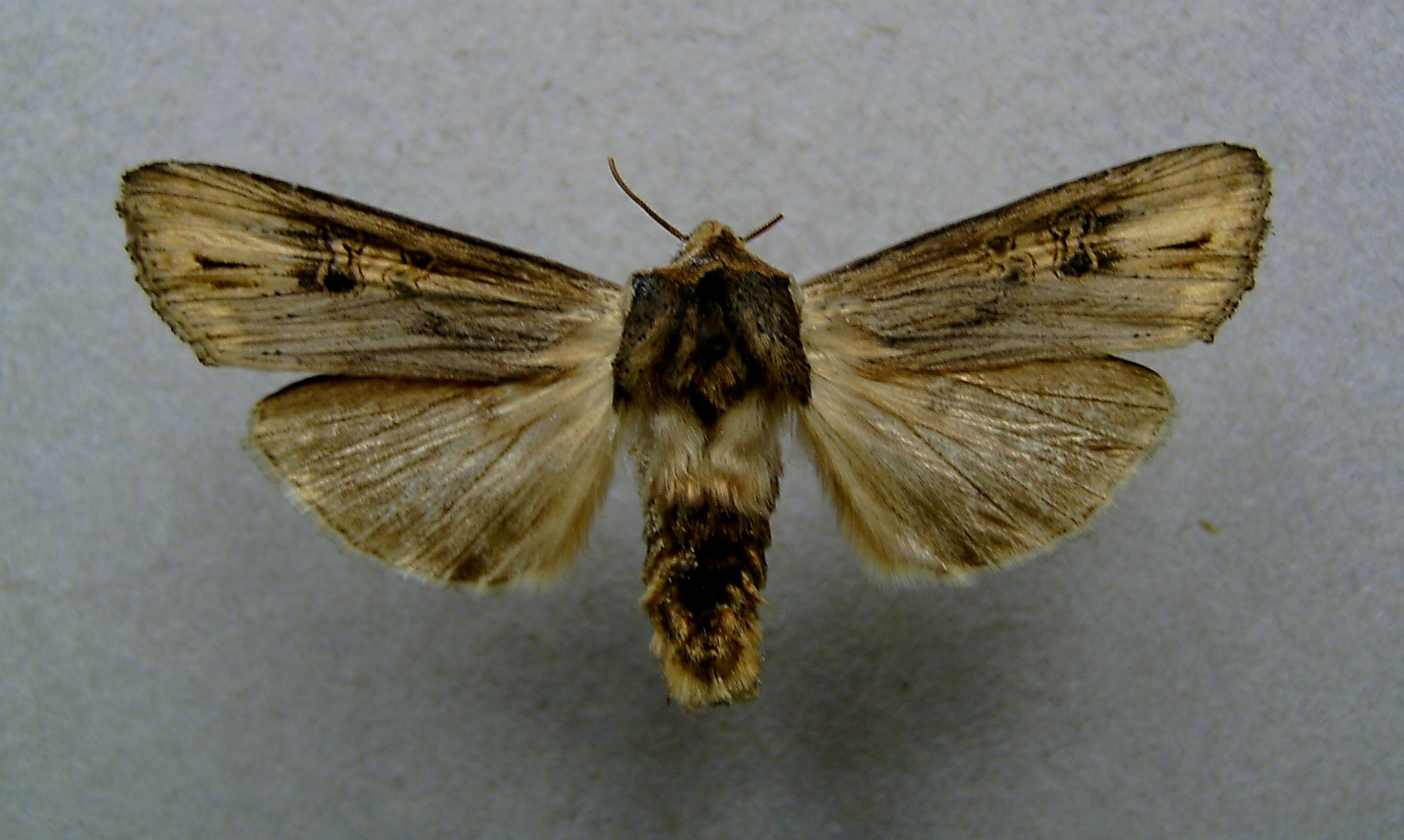
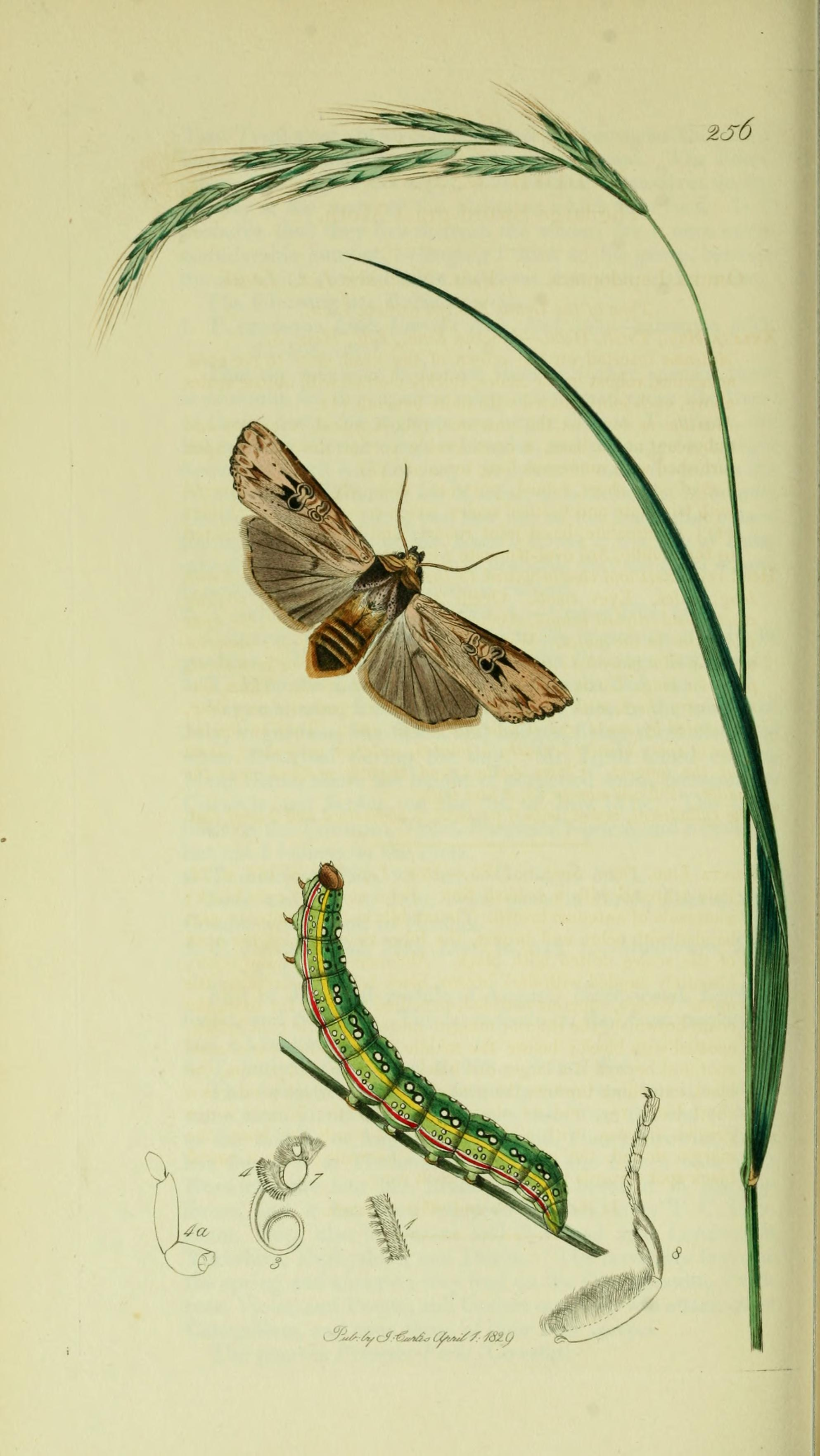
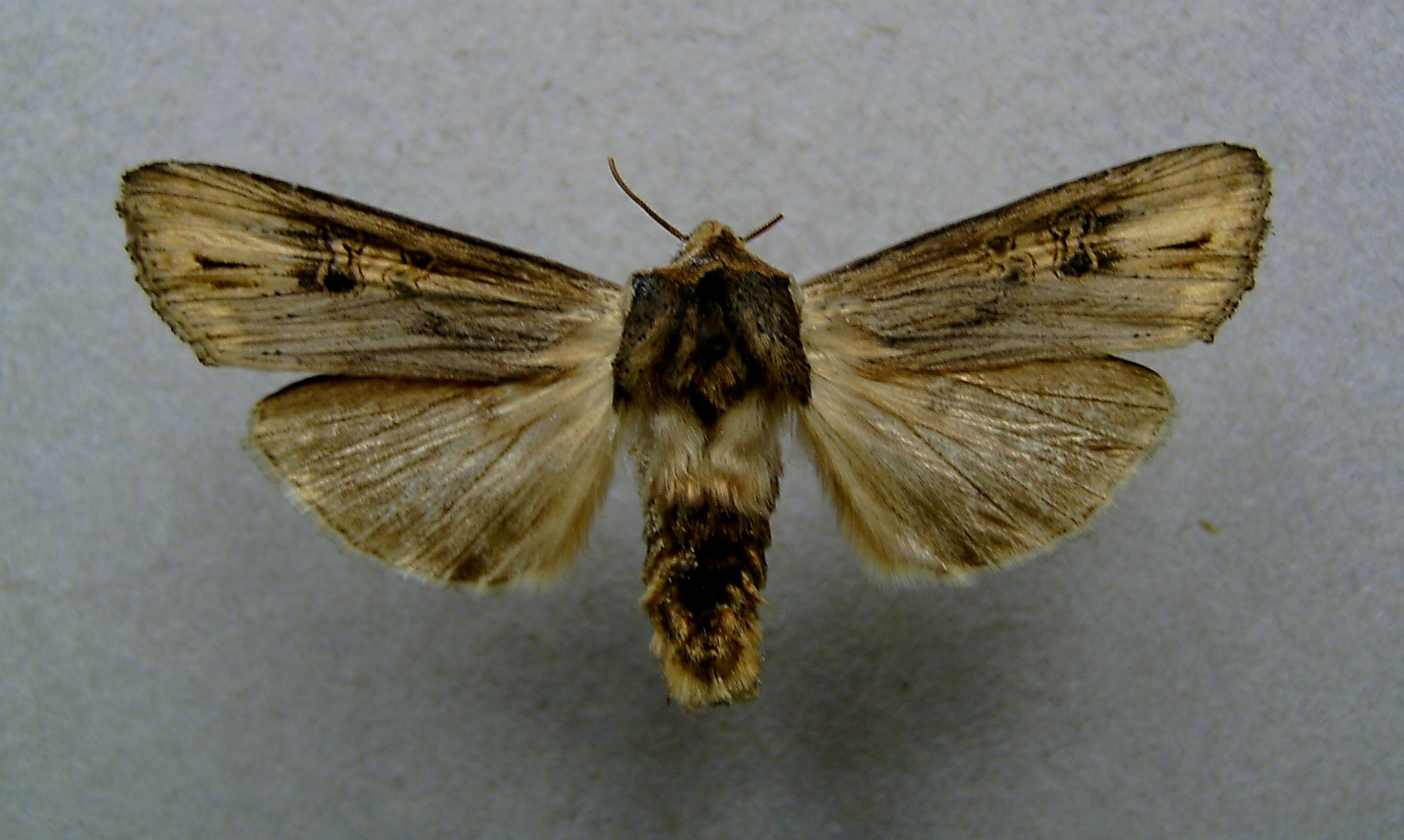